# Sh2-80
Sh2-80, Merrill's Star Nebel genannt, ist ein planetarischer Nebel im Sternbild Pfeil, der ungefähr 21.000 Lichtjahre von der Erde entfernt ist.